# Distretto di Jiancaoping
Il distretto di Jiancaoping (尖草坪区S, Jiāncǎopíng QūP) è un distretto della Cina, situato nella provincia dello Shanxi e amministrato dalla prefettura di Taiyuan.